# Orange Memories
『Orange Memories』（オレンジメモリーズ）は、2010年（平成23年）9月24日にPurple software delightから発売されたアダルトゲーム。

## ストーリー
教師を目指す主人公・更級浩紀は大学4回生の秋、恩師がいる学園で3週間の教育実習を行うことになる。
その学園があるのはかつて幼少を過ごした町だった。

## 登場キャラクター
更科 浩紀
本作の主人公。教師を目指しており、御陵学園へ教育実習のために訪れる。
華薪 真澄（はなまき かすみ）
声：夏野こおり
主人公のひとつ年上の幼馴染み。御陵学園で教師をしている。担当は音楽。
普段は優秀な教師だが、主人公の前では甘えたがりになる。
八守 ひのと（はちもり - ）
声：五行なずな
幼馴染みの一人。御陵学園に通っている。神社の娘で、巫女の仕事をしている。
おとなしい性格で他人と関わるのは得意ではないが、主人公に対しては積極的にアプローチしてくる。
明石 心（あかし こころ）
声：榊原ゆい
幼馴染みの一人。なぜか昔と容姿が変わっていない。
イタズラが好きな小悪魔タイプ。愛称は「ココちゃん」。
笹倉 深春（ささくら みはる）
声：風音
2つ年上の幼馴染み。実家はコンビニを営んでおり、そこで看板娘を務めている。
華薪 萌衣 (はなまき めい）
声：みる
幼馴染の一人。御陵学園に通っている。真澄の妹。
姉を主人公の毒牙(?)から守るため、日夜ハリセンの腕を磨いているらしい。

### サブキャラクター
長江 遊次郎（ながえ ゆうじろう）
主人公の恩師で、彼を御陵学園へ教師として推薦した人物。
高宮 花梨（たかみや かりん）
声：小倉結衣
萌衣の友人。
薬師 晶
御陵学園の保健医を務める女性。

## スタッフ
- キャラクターデザイン・原画：七海綾音 /zinno /水瀬凛
- シナリオ：三門右京 / 壬硯白
- OP曲：「遥か 〜Baby my wish on a wing〜」
  - 作詞：Tama'69、作曲：小野貴光、歌：美郷あき